# Longirod
Longirod es una comuna suiza del cantón de Vaud, situada en el distrito de Nyon. Limita al norte con la comuna de Saint-George, al este con Gimel y Saint-Oyens, al sur con Burtigny, al oeste con Marchissy, y al extremo noroeste con Le Chenit.
Hasta el 31 de diciembre de 2007 la comuna formó parte del distrito de Aubonne, círculo de Gimel.